# Физико-математическая школа имени М. А. Лаврентьева при НГУ
Фи́зико-математи́ческая шко́ла при Новосибирском государственном университете (СУНЦ НГУ) — специализированное структурное подразделение Университета, школа-интернат в новосибирском  Академгородке для учащихся 9 — 11-х классов с углублённым изучением отдельных учебных предметов. Цель школы — выявление, отбор, создание условий для развития обучающихся, проявляющих способности к точным, естественным, гуманитарным и техническим наукам.

## История
Официально открыта 23 августа 1963 года. В этот день Совет Министров СССР подписал Постановление об учреждении специализированных физико-математических школ в Москве, Киеве, Ленинграде и Новосибирске. Фактически же первым днём работы школы стало 21 января 1963 года. Первую лекцию для учеников ФМШ прочитал 21 января 1963 года член-корреспондент АН СССР А. А. Ляпунов. Первыми учениками двух девятых и двух десятых классов стали 119 школьников. Школа была открыта фактически нелегально под личную ответственность первого председателя Сибирского отделения Академии наук СССР М. А. Лаврентьева. Первоначально именовалась как физико-математическая школа-интернат № 165. В 1988 году в соответствии с постановлением Совета Министров СССР от 21.10.1988 г. № 1241 переименована в СУНЦ (специализированный учебно-научный центр) НГУ. Известна благодаря высокому уровню подготовки учащихся.

Образовательная программа и стратегия развития ФМШ формировались Учёным советом. Первый председатель Учёного совета ФМШ — член-корреспондент АН СССР А. А. Ляпунов.
До 1974 года набор в школу проводился в 8-е, 9-е и 10-е классы — соответственно трёхгодичники, двухгодичники и одногодичники. С 1975 года набор производился только в 9-е (двухгодичники) или 10-е (одногодичники) классы.

С 2013 года снова стали набирать в 9-е, 10-е и в 11-е классы.
С 2019/2020 учебного года проживание и питание в СУНЦ НГУ стало бесплатными на период действия гранта (3 года). В феврале 2022 года Правительство анонсировало, что СУНЦ получат полное финансирование за счёт федерального бюджета.
В марте 2021 года было объявлено о начале строительства нового учебного корпуса СУНЦ НГУ . Нынешнее здание СУНЦ НГУ построено в 1967 году по типовому проекту техникума.
В 2023 году СУНЦ НГУ сохранил за собой 5-е место среди всех школ России в ежегодном RAEX-рейтинге в категории "Рейтинг школ по количеству выпускников, поступивших в ведущие вузы России (2023 год)"" . (В 2022 году занимал 5-е место, в 2021 году 3-е место, в 2020 году — шестое, в 2017 году — восемнадцатое).
По состоянию на 2023 год — год 60-летия — школу окончили 16 332 человека, две трети из которых затем поступают в НГУ. Около 4 тысяч выпускников стали кандидатами, а более 500 — докторами наук. Пять выпускников были избраны действительными членами и семь — членами-корреспондентами РАН.

## Руководители
Перечень директоров ФМШ (по году вступления в должность): П. Г. Семеряко (с 1963 г.), А. С. Коробасова (с 1963 г.), Магро В.В. (с 1963 г.), Н. Н. Бондаренко (с 1964 г.), Н. Ф. Луканев (с 1965 г.), Е. И. Биченков (с 1965 г.), Н. М. Ногин (с 1967 г.), Л. Н. Паршенков (с 1967 г.), М. А. Могилевский (с 1970 г.), А. Ф. Богачёв (с 1972 г.), А. А. Никитин (с 1987 г.), Н. И. Яворский (с 2006 г.), А. Г. Окунев (и. о. директора с 28.11.2020 г.), Л. А. Некрасова (с 01.02.2021 г.).

## Поступление в СУНЦ НГУ
Чтобы поступить в СУНЦ НГУ, будущему физматшкольнику нужно быть годным по состоянию здоровья к интернатному проживанию и пройти трехнедельное обучение в Летней школе СУНЦ НГУ. Успешное окончание Летней школы даёт право быть зачисленным в СУНЦ. Летняя школа (ЛШ) — форма обучения, сочетающая летний отдых с учебными занятиями. Приглашения в ЛШ получают школьники Сибири, Дальнего Востока и стран СНГ, занявшие в течение учебного года призовые места на конкурсах и олимпиадах по физике, математике, химии, биологии, информатике, астрономии. Получают приглашения в ЛШ и лучшие ученики Заочной школы при СУНЦ НГУ. Кто не стал призёром и не получил приглашения, могут поступить в ЛШ по конкурсу через вступительные олимпиады в начале августа, подав заявку до 27 июля.
Занятия в Летней школе проводят преподаватели СУНЦ НГУ, студенты университета, научные сотрудники СО РАН и другие квалифицированные специалисты.

## Заочная школа
При СУНЦ НГУ существует Заочная физико-математическая школа — дистанционная форма занятий для учеников 5-11 классов, разработанная в СУНЦ НГУ. Ежегодно в Заочной школе обучаются более 2000 детей из 40 регионов Сибири, Урала, Дальнего Востока и стран СНГ. Дети учатся на 7 отделениях (математика, физика, химия, биология, русский, английский, геология). Примерно 25 % учатся индивидуально, остальные — в факультативных группах. Учителя из разных регионов объединены в систему «Коллективный ученик», включающую 117 факультативных групп по разным предметам. Лучшие ученики Заочной школы получают приглашения в Летнюю школу СУНЦ НГУ .

См. также Открытая ФМШ

## Всесибирская олимпиада
С момента основания физматшкола ежегодно проводит Всесибирскую открытую олимпиаду школьников. Олимпиада проходит в три тура: два отборочных (очный и заочный) и заключительный (очный). В 2020/2021 гг. олимпиада проходит по шести предметам: математика, физика, химия, биология, информатика, астрономия. Победители и призёры олимпиады приглашаются в Летнюю школу, которая проходит в августе на базе СУНЦ. Лучшие ученики Летней школы получают право продолжить обучение в СУНЦ НГУ. Всесибирская олимпиада входит в Перечень олимпиад Российского совета олимпиад школьников, победители и призёры которых имеют право на льготы при поступлении в вузы РФ.

## Известные выпускники
- Категория:Выпускники физико-математической школы при НГУ

## Известные преподаватели
- Категория:Преподаватели физико-математической школы при НГУ

## Интересные факты
- Школьники произносят ФМШ как «ФыМыШа», а преподаватели их называют «фымышатами». По воспоминаниям первых преподавателей, одна из девочек — Наташа Усова — разрисовывала цветочные горшки и нарисовала на одном из них мышонка среди цветов. Ребята назвали его фымышонком, с того момента ФМШата начали и себя так называть[43]. Ученики летней школы — «эЛШата». Также «фымышат» называют физматшкольниками, «эЛШат» — летнешкольниками.

- Внутри школы существует система ночных (следящих за отбоем в 23:00 местного времени), утренних дежурных (за подъёмом в 7:00), санитаров, физоргов и культоргов. Доступ в общежития, учебный корпус и столовую ФМШ осуществляется по специальным пропускам (жетонам). Между двумя общежитиями ФМШ и учебным корпусом существует подземный переход.

- В Летней Школе за досуг отвечает группа выпускников (как правило текущего года), так называемый «КомсОтряд» или коротко «Комса». За каждый класс ответственны два воспитателя (большей частью студенты старших курсов или воспитатели / преподаватели ФМШ) «ПедОтряд». «ПедОтряд» и «КомсОтряд», в том числе проводят концерты «Визитки», в которых показывают номера из капустников НГУ, собственные номера или старые, проверенные номера из репертуара ФМШа. В таких концертах в своё время принимали участие такие известные артисты, как Александр Пушной, Руслан Великохатный[44], Сергей Фалетёнок.

- В ФМШ действует Клуб любителей искусства (известный как КЛИ), в рамках которого ведётся преподавание истории искусства. Курс включает как обязательную, так и факультативную программу, в которые входит изучение наиболее известных произведений искусства начиная с доисторического (отдельные образцы) до новейшего времени. Клуб располагает огромной коллекцией слайдов с репродукциями произведений, ныне переведённых в цифровой формат. В 1965 году изостудией ФМШ руководил известный художник Юрий Кононенко.

- Гостем ФМШ был известный датский художник-карикатурист Херлуф Бидструп[45][46], его впечатления от школы вошли в книгу «Что увидел Херлуф Бидструп в Советском Союзе» (1968)[47].
- 31 мая 1970 года американский астронавт Нил Армстронг вместе с физматшкольниками высадил возле учебного корпуса ФМШ кедры, которые растут там до сих пор.

- С 1986 по 1997 год между ФМШ и Академией Филлипса осуществлялся ежегодный обмен учениками[48][49][50][51].

- 7 сентября 2012 года суд Советского района Новосибирска обязал СУНЦ НГУ уволить профессоров и нанять вместо них школьных учителей, ссылаясь на нормы, существующие для школ-интернатов. По утверждению директора школы Н. И. Яворского, это означало бы закрытие школы[52]. СУНЦ НГУ обжаловал данное решение в областном суде. Кроме того, его опротестовал прокурор Советского района. 18 сентября 2012 года областной суд Новосибирской области отменил решение районного суда, ссылаясь на то, что деятельность СУНЦ НГУ регулируется постановлением Совета министров СССР от 1988 года[53].
- В повести Геннадия Гора «Мальчик» (1965) упоминается школа для талантливых математиков и физиков в Академическом городке в Новосибирске[54].
- С 2016 года внутри Эндаумента НГУ для дополнительного финансирования школы существует целевой капитал «На развитие СУНЦ НГУ»[55][56]. Взнос может сделать любой желающий.